# جودو-میئون
جودو-میئون (به لاتین: Jodo-myeon) یک منطقهٔ مسکونی در کره جنوبی است که در جئولانام-دو واقع شده‌است. جودو-میئون ۵۶٫۹۶ کیلومتر مربع مساحت و ۳٬۲۹۳ نفر جمعیت دارد.